# La Cardeuse de matelas
Pour plus de détails, voir Fiche technique et Distribution.
La Cardeuse de matelas (titre anglais : The Tramp and the Mattress Makers) est un court métrage muet de Georges Méliès sorti en 1906.

## Synopsis
Deux couseurs et une cardeuse travaillent à la fabrication de matelas, puis s’en vont déjeuner. Un homme mal fagoté et apparemment ivre arrive alors, s'agite et se roule dans le tas de rembourrage, puis se cache dans une enveloppe de matelas qui attendait d'être cousue. Les trois ouvriers reviennent et cousent le matelas, ce qui coince sans qu’ils le sachent l’homme ivre à l’intérieur. Un ouvrier plante ensuite une aiguille sur la partie où l’homme est endormi, ce qui a pour effet de le faire se lever et bouger dans tous les sens, toujours enfermé dans le matelas, à la grande frayeur des trois autres personnes présentes. Les passants partent également en courant. Il se rend alors dans un café, « Vinasse », et fait fuir de peur le personnel et les clients. On appelle un policier, qui se bat avec l'homme-matelas, et réussit sans le vouloir à l’en sortir, mais cela créé un grand désordre dans l’établissement. L'homme écrase ensuite le policier sous une masse de meubles et se met à boire. Le film se termine avec la mention  : « À votre santé / Good health / Prosit, !!! ». L'ivrogne apparaît enfin seul sur un fond noir, riant, avec verre et bouteilles dans les bras.

## Fiche technique
- Titre : La Cardeuse de matelas
- Titre anglais : The Tramp and the Mattress Makers
- Réalisation : Georges Méliès
- Société de production : Star Film
- Genre : Comédie
- Durée : 4 minutes
- Date de sortie : France : 1906